# Norihiro Yagi
Norihiro Yagi (八木 教広 Yagi Norihiro?, nacido en 1968) es un dibujante de manga perteneciente a la prefectura de Okinawa, Japón.
Yagi hizo su debut como dibujante de manga en 1990 con su obra Undeadman, la cual ganó la trigésima segunda edición del premio Akatsuka. Undeadman —una serie de un solo capítulo— fue publicada en la revista Gekkan Shōnen Jump de la editorial Shūeisha y tuvo dos secuelas. Poco tiempo más tarde, Yagi consiguió que publicaran su primera serie de manga, la comedia Angel Densetsu, que fue difundida en la misma revista que su trabajo anterior desde 1992 hasta su culminación en 2000 con quince volúmenes. Angel Densetsu fue posteriormente adaptado a una animación original de dos episodios por el estudio Toei Animation. Su manga más reciente, Claymore, es difundido desde mayo de 2001 y acabó en 2014 con su volumen número 27. Este también fue adaptado a una serie de anime por Madhouse que culminó con veintiséis episodios, y contó con un final improvisado, pues la historia original continuaba en publicación. El cómic de Claymore alcanza los 27 tomos (finalizando en este último), mientras que su anime solo abarca la historia desde el primer tomo hasta el duodécimo. También es importante destacar que el final del anime es completamente distinto y contradice al del manga, pese a que en un principio sí se corresponde con la historia original. Su último trabajo fue Gekkō no Arcadia, un One-Shot del 2017 que se publicó en la revista Shūkan Shōnen Jump.
Según una declaración suya en el primer volumen de Claymore, en su tiempo libre le gusta escuchar música hard rock, jugar videojuegos, conducir y practicar artes marciales.

## Obras
- Undeadman — one-shot (1990)
- Angel Densetsu — 15 volúmenes (1992—2000)
- Claymore — 27 volúmenes (2001-2014)
- Gekkō no Arcadia — one-shot (2017)
- Sōkyū no Ariadne — Serie en publicación. 7 volúmenes (2017-)